# Rijksbeschermd gezicht Haarzuilens
Gezicht Haarzuilens is een van rijkswege beschermd dorpsgezicht in Haarzuilens in de Nederlandse provincie Utrecht. De procedure voor aanwijzing werd gestart op 15 juni 2004. Het gebied is in 2013 definitief aangewezen.
Het gebied beslaat een oppervlakte van 789,7 hectare. Centraal erin liggen Kasteel de Haar en het laat-19e-eeuwse brinkdorp Haarzuilens.
Panden die binnen een beschermd gezicht vallen krijgen niet automatisch de status van beschermd monument. Wel zal de gemeente het bestemmingsplan aanpassen om nieuwe ontwikkelingen in het gebied te reguleren. De gezichtsbescherming richt zich op de stedenbouwkundige en cultuurhistorische waardering van een gebied en wil het toekomstig functioneren daarvan veiligstellen.

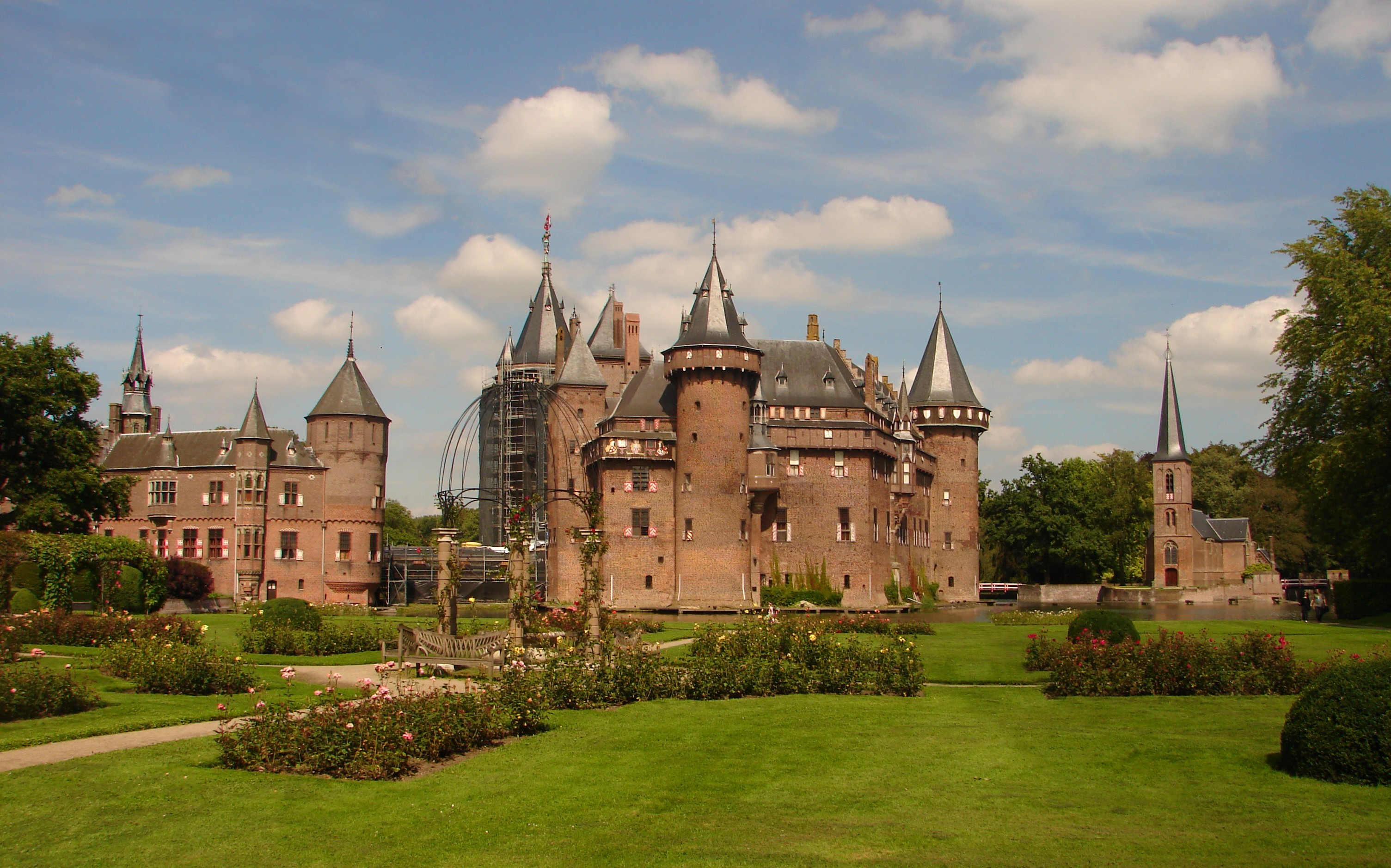
Kasteel de Haar
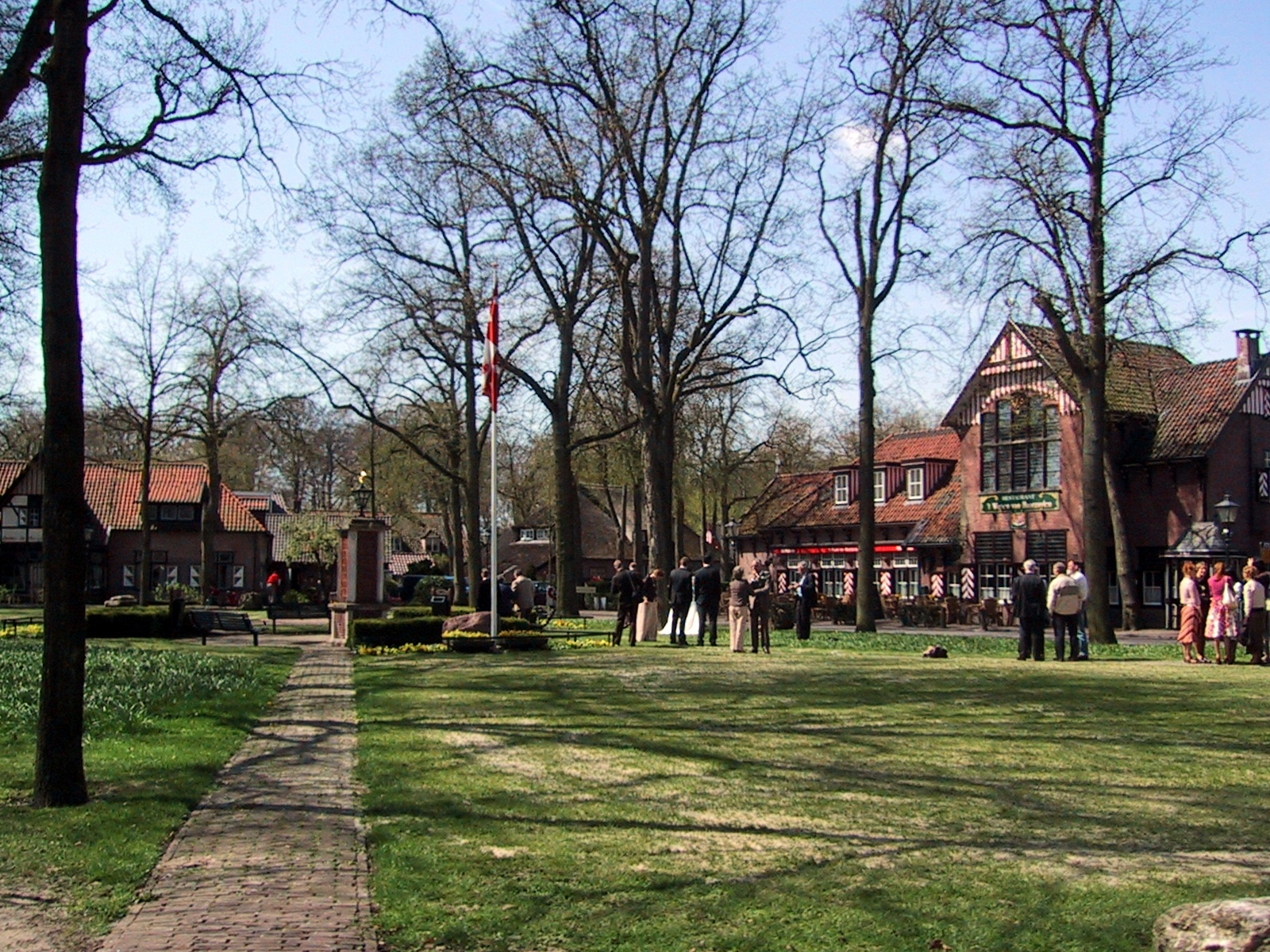
Dorpsbrink van Haarzuilens
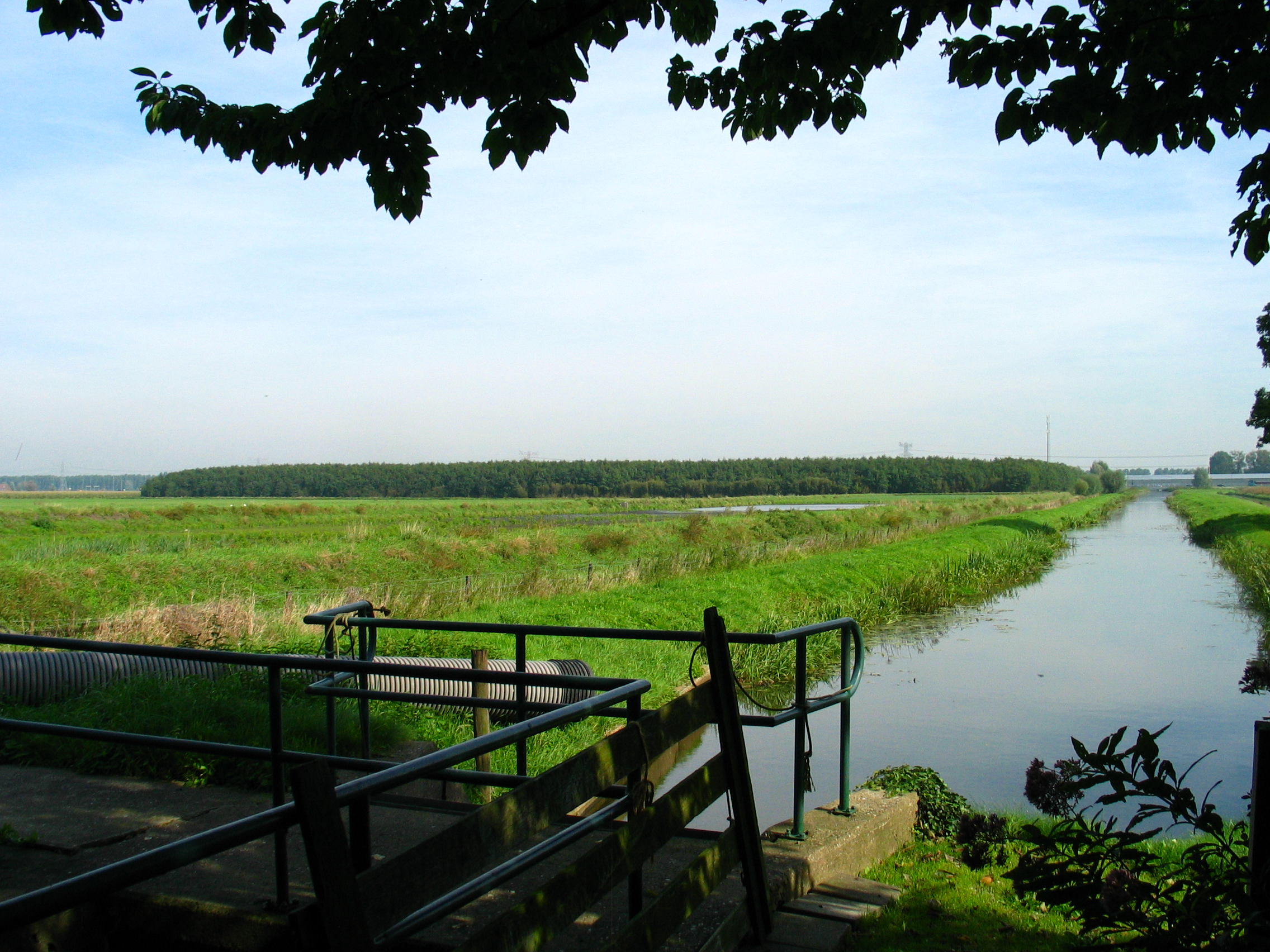
Landelijk gebied in het noorden